# USS LST-1
O USS LST-1 foi um navio de guerra norte-americano da classe LST que operou durante a Segunda Guerra Mundial.

## Comandantes
| Comandante                | Data                        |
| ------------------------- | --------------------------- |
| Lieutenant W. L. Chessman | 14 de dezembro de 1942 - ?? |

## História
O batimento de quilha do LST-1 ocorreu no dia 20 de julho de 1942 em Pittsburgh, Pennsylvania pela Dravo Corporation; foi lançado ao mar no dia 7 de setembro de 1942, sendo então feito pelo Sr. Laurence T. Haugen, e comissionado no dia 14 de Dezembro de 1942 estando o Lieutenant W. L. Chessman no seu comando.
Durante a Segunda Guerra Mundial, o LST-1 foi enviado para o teatro de operações da Europa, onde participou da Invasão aliada da Sicília, (julho de 1943); Desembarques de Salerno (setembro de 1943); Operações na costa Oeste da Itália em Anzio-Nettuno (janeiro a março de 1944); e a Invasão da Normandia (junho de 1944).
O LST-1 foi descomissionado no dia 21 de maio de 1946 e retirado do registro naval no dia 19 de junho de 1946. No dia 5 de dezembro de 1947 foi vendido para a Ships Power and Equipment Company of Barber, New Jersey para sucateamento.
Ao término de seu serviço, o LST-1 obteve quatro estrelas de batalha pelo se serviço durante a Segunda Guerra Mundial.

## Campanhas
| Invasão aliada da Sicília                           | julho de 1943           |
| Desembarques de Salerno                             | setembro de 1943        |
| Operações na costa Oeste da Itália em Anzio-Nettuno | janeiro a março de 1944 |
| Invasão da Normandia                                | junho de 1944           |

## Condecorações
| Medalha de Campanha Americana                       |
| Medalha de Campanha da Europa-África-Meio Leste (4) |
| Medalha da Vitória da Segunda Guerra Mundial        |